# Jean Lejoly
Jean Lejoly, né le 18 août 1945 à Malmedy dans la province de Liège, est un botaniste, mycologue, horticulteur et agronome belge, spécialiste de la flore d'Afrique centrale, membre de l'Herbarium et Bibliothèque de Botanique africaine (BRLU) de l'Université libre de Bruxelles.
Ses domaines de recherche comportent l'exploration de la biodiversité végétale d'Afrique centrale, la systématique et la phytogéographie, la description de nouveaux taxons, l'application à la gestion et la conservation des ressources naturelles.

## Hommages
Les épithètes spécifiques de nombreuses espèces lui rendent hommage, telles que : Bertiera lejolyana, Bidens lejolyana, Emilia lejolyana, Eulophia lejolyana, Hypoxis lejolyana, Pleiotaxis lejolyana, Polystachya lejolyana, Sopubia lejolyana ou Tricalysia lejolyana.

## Sélection de publications

### Ouvrages
- Biologie végétale appliquée aux sciences pharmaceutiques, Vol. 1, 117 p.; Vol. 2, 208 p. Presses universitaires de Bruxelles [réf. incomplète]
- Initiation à l'agronomie, Fasc. 1, 88 p. Fasc. 2, 107 p., Presses universitaires de Bruxelles [réf. incomplète]

### Articles
- Valorisation des plantes médicinales africaines, La Morale laïque, Bruxelles, 1991, p. 9-11
- Avec P. Waechter, PHARMEL : banque de données de médecines traditionnelle et pharmacopée, Actes du 1er Colloque européen d'ethnopharmacologie, Metz, 22-25 mars 1990, ORSTOM éd., 1991, p. 152-154
- (en) Avec K. Van Essche, Anthelminthic African plants, Actes du 1er Colloque européen d'ethnopharmacologie, Metz, 22-25 mars 1990, ORSTOM, 1991, p. 184-186
- Avec N. Sokpon, Phénologie et production de litière dans la forêt dense semi-décidue de Pobè (Sud-Est du Bénin), 10e Congrès Forestier Mondial, Revue Forestière Française, Hors-série no 2, 1991, p. 171-176
- (en) Avec M. Vanhaelen, M. Hanocq et L. Molle, Climatic and geographical aspects of medicinal plant constituents, in Wijesekera R.O.B. ed. The Medicinal Plant Industry, CRC Press, 1991, p. 59-76
- Avec M. Ndjele, Richesse en endémiques de la flore phanérogamique dans les territoires phytogéographiques du Zaïre, communication présentée au colloque du CRSN, 25-29 novembre 1987, Wiro (Zaïre), Revue des Sciences Naturelles, vol. 1, 1991, p. 28-39
- (en) Avec M. Mosango et B. Bebwa, Litter fall and mineral nutrient content in a tropical rain forest near Kisangani (Zaïre), First European Symposium on Terrestrial Ecosystems: Forests and Woodlands, Florence, C.E.E., 1992, p. 691-692
- (en) Avec K. Sindani, Phytomass and productivity of a Larix decidua forest in the Alpes de Haute-Provence (Southern France), First European Symposium on Terrestrial Ecosystems: Forests and Woodlands, Florence, C.E.E., 1992, p. 918-919
- Avec S. Lisowski, Les genres Merremia et Ipomoea (Convolvulaceae) dans la Flore d'Afrique Centrale (Zaïre, Rwanda, Burundi), Fragm. Flor. Geobot, 1992, p. 21-125
- Avec V. Kimpouni et S. Lisowski, Les Eriocaulaceae du Congo, Fragm. Flor. Geobot. 37(1), 1992, p. 127-145
- Avec G. Raeymackers, K. Van Essche et P. Vanoupliness, TAXAT, Banque de données de Taxonomie végétale pour l'Afrique Tropicale, Bull. Assoc. Etude Taxon. Flore Afr. Trop. 40, 1992, p. 21-22
- La pharmacopée traditionnelle en réseau, en Prélude, Réseaux, mode d'emploi, Environnement, communication, recherche, Actes du congrès international Namur, 21-23 de novembre de 1990, 1992, p. 199-222
- Avec M. J. Polygenis-Bigendako et F. Maes, Plantes médicinales, en Janssens P.G., Kivits M., Vuylsteke J. (ed.) Médecine et hygiène en Afrique Centrale de 1885 à nos jours, Fundación Rey Balduino, Bruselas & Masson, Paris, 1992, p. 459-486
- (en) Avec B. Bebwa, Soil organic matter dynamics and mineral nutrients content in a traditional fallow system en Zaïre, en Mulongoy K. et Merckx R. (ed.) Soil organic matter dynamics and sustainability of tropical agriculture. IITA/K.U.Leuven, A Wiley-Sayce Co-publication, 1992, p. 135-142